# Bouillie de maïs
La bouillie de maïs est un plat consommé en Afrique qui se déguste au petit-déjeuner ou en guise de goûter. Elle est cuisinée à partir de semoule ou de farine de maïs aussi appelée localement poudre, ou encore à partir de maïs écrasé, fermenté ou non. Ce plat est riche en glucides, lipides, calories, protéines ainsi qu'en fibres alimentaires et contribue à la bonne digestion.

## Préparation
Ce plat de bouillie se cuisine en mettant à ébullition une marmite d'eau dans laquelle on rajoute de la poudre de maïs. Cette poudre est ainsi obtenue par un processus qui consiste à laver d'abord les graines de maïs qui sont soit décortiquées ou non, puis concassée et tamisées. Mais la réalisation du maïs peut-être obtenue d'une autre manière ainsi en l'absence de poudre, on peut procéder à un trempage des graines pendant plusieurs jours de telles sortes qu'elles soient fermentées. Par la suite, on procède à leur rinçage et à leur mixage afin d'obtenir une pate épaisse blanche qui doit être laissée au repos, au bout de quelques heures.Une fois la bouillie obtenue, elle peut se consommer soit en ajoutant du sucre ou du lait ou des feuilles de citronnelle.

## Différentes appellations
Chaque pays à sa propre appellation de la bouillie de maïs ainsi au Gabon, le peuple Fang l'appelle MBwèt. Au Cameroun, la bouillie est désignée sous le nom de Paf ou Koukourou.

## Notes et Références

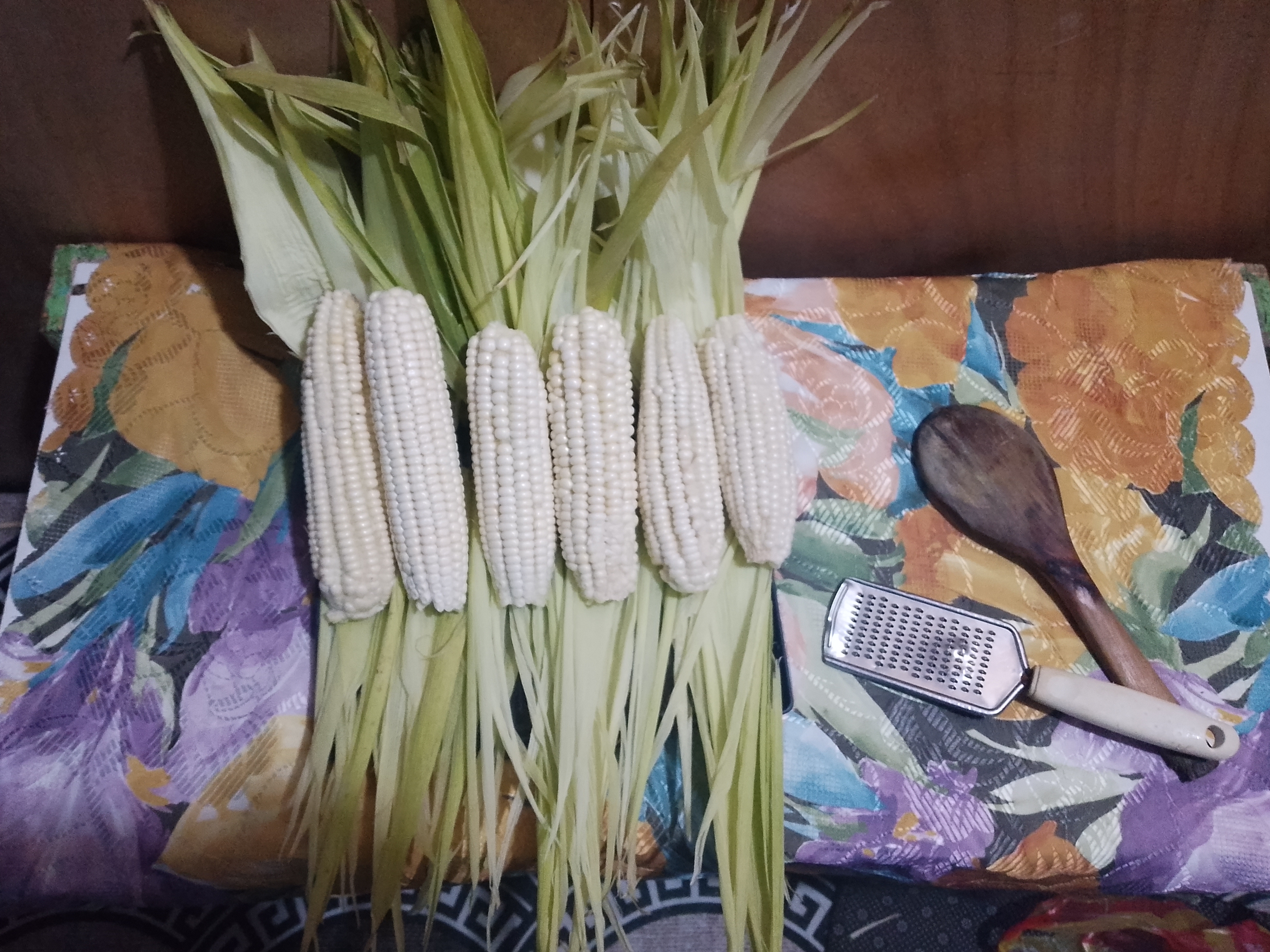
Maïs et ustensils de la Bouillie

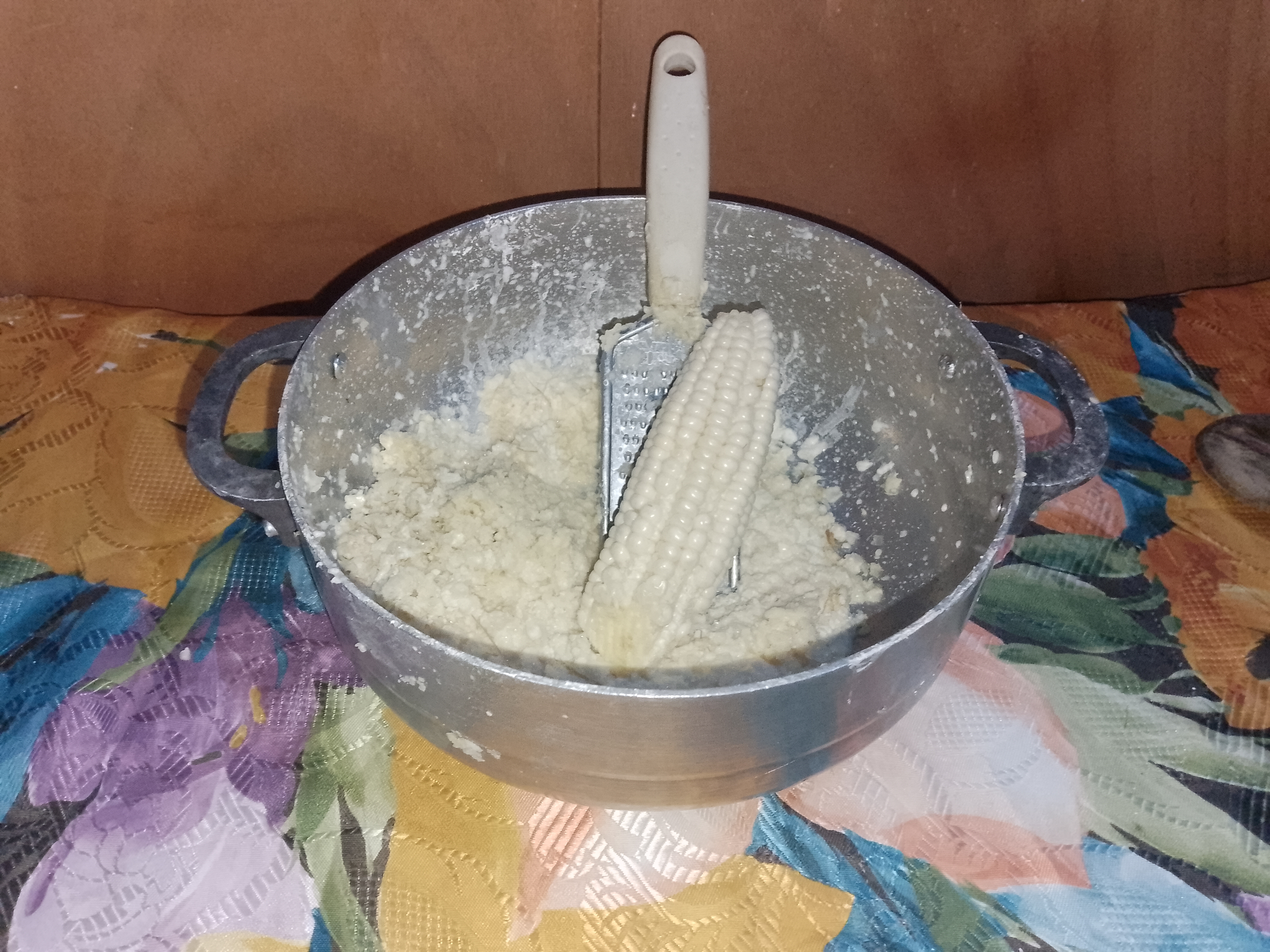
Etape de préparation de la Bouillie de Maïs

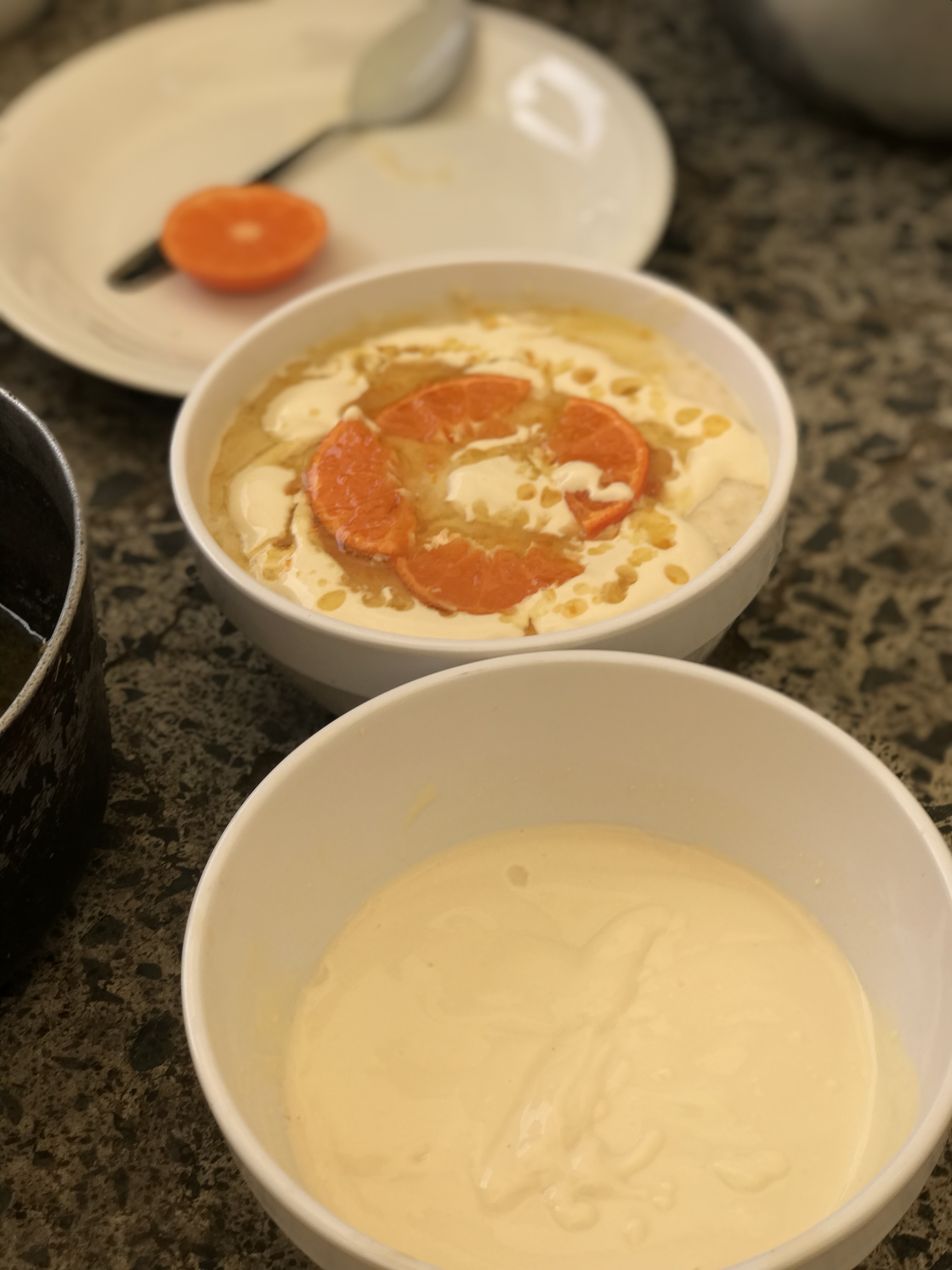
Bouillie de Maïs servi avec du yaourt et des tranches d'oranges